# Sacu, Caraș-Severin
Sacu este satul de reședință al comunei cu același nume din județul Caraș-Severin, Banat, România.